# Anton Zorn
Anton Zorn (tudi Tone Zorn), slovenski zgodovinar, * 28. junij 1934, Ljubljana, † 13. julij 1981, Ljubljana.

## Življenje in delo
Anton Zorn je maturiral v Ljubljani leta 1953, nato pa 1959 diplomiral iz zgodovine na oddelku za zgodovino ljubljanske Filozofske fakultete. Po diplomi je bil krajši čas kustos muzeja v Škofji Loki, kjer je urejal gradivo o  NOB. Že septembra 1960 se je zaposlil na Inštitutu za narodnostna vprašanja v Ljubljani, kjer je delal do smrti. Leta 1968 je uspešno zagovarjal doktorat z disertacijo Politična orientacija koroških Slovencev in boj za mejo 1945-1949. Do leta 1970 je na Inštitutu tudi vodil oddelek za narodnostna vprašanja ob severni meji. Junija 1972 je dobil naziv znanstvenega sodelavca Filozofske fakultete, leta 1975 pa naziv višjega znanstvenega sodelavca za zgodovino.
Zorn se je v raziskovalnem delu posvečal raziskovanju Slovencev od druge polovice 19. stoletja do najnovejšega časa na Koroškem ter tudi na Štajerskem, v Prekmurju, Porabju in na Primorskem. Lotil se je etničnih vprašanj na Kočevskem (Kočevarji), pisal je o razširjenosti in strukturi nemških trgovskih in industrijskih obratov na Slovenskem pred 2. svetovno vojno. Je soator več preglednih del, kot urednik in pisec več razprav je sodeloval pri zbornikih, urejal je Vestnik koroških partizanov (1974-1981) in vanj tudi pisal. Njegova bibliografija obsega okoli 400 enot.